# ファンダブ
ファンダブ(fandub)は、実写またはアニメーション作品を対象とした、ファン（愛好家、fan）が制作（二次創作）したアフレコまたは吹き替え(dubbing)である。ダブは、実写またはアニメーション作品を、オリジナル以外の言語で再録音する行為を指している。ほとんどの作品は異言語からの翻訳だが、一部のファンダブでは同じ言語間の再吹き替えが行われている。ファンダブで収録されるセリフは、原作に忠実なものから、ストーリーやキャラクターの個性まで変更されるものまで幅広い。
ファンダブが行われる理由として、公式による吹き替え版が出ていない、もしくはファンが公式の吹き替えに納得がいっていないなど、様々な要因が存在する。日本のアニメ作品が最もファンダブの対象となっているが、各言語圏の実写やアニメ作品が対象となることもある。劇的な変更、特にユーモラスな方向に改変を加えられたファンダブは、「要約シリーズ」や「ファンダブス」と呼ばれる。
ファンサブと同様、ファンダブには著作権上の問題が発生することがしばしばあるが、規模が異なる。著作権の問題を回避するため、ファンダブはDubrooなどのWebベースの吹き替えツールを使用して作成されることがある。このツールは、元のビデオに手を加えず、吹き替え音声と無音の原作映像を同時に再生することで、ファンダブ作品としている。
ファンダブは、別言語の曲を母国語に翻訳したカバー曲を指すこともあり、多くの場合アニメのテーマ曲が対象となる。AmaLeeやクリスティーナ・ヴィーなど、いくつかの英語の声優がYouTubeでファンダブのカバーを公開している。

## 歴史
アマチュア吹き替え文化は各国で同時かつ起源を別にして始まっている。記録が残っている中で最初に起こったプロジェクトの1つは、ふしぎの海のナディア英語版の再収録作品である、アニメパロディーファンダブ「ラピュタII: 続編」であり、1989年にまで遡る。
ドミニク・クーン（ドドカイ）によるスターウォーズファンダブは、映画のシーンをバイラル・マーケティングのパロディーに使用し、ドイツの主流メディアで有名になっていた。また、同シリーズエピソード3の中国版海賊盤では誤訳がネタにされており、こちらも"Star War The Third Gathers: Backstroke of the West"としてYouTube上で人気を博した。
2007年にSUN Groupが子供向けTVチャンネル、ChuttiTVを立ち上げた際、タイニー・トゥーンズやアニマニアックスなどのアニメ作品の吹き替えをタミル語で公開した。
ファンダブは、様々な視覚作品を他の言語で理解できる手段として、非常に人気があるが、供給側からのファンダブは、他のファン翻訳と比較してあまり人気でない。
多くのファンダブは、有志をフォーラムで募り、オーディションを行うが、アニメコンベンションではリアルタイムでの吹き替えイベント頻繁に行われる。例としてイギリスで開催された「アニメ吹き替えライブ」パネルなどが挙げられる。